# Burbank (Oklahoma)
Burbank é uma cidade  localizada no estado norte-americano de Oklahoma, no Condado de Osage.

## Demografia
Segundo o censo norte-americano de 2000, a sua população era de 155 habitantes. 
Em 2006, foi estimada uma população de 154, um decréscimo de 1 (-0.6%).

## Geografia
De acordo com o United States Census Bureau tem uma área de 
0,9 km², dos quais 0,9 km² cobertos por terra e 0,0 km² cobertos por água. Burbank localiza-se a aproximadamente 313 m acima do nível do mar.

## Localidades na vizinhança
O diagrama seguinte representa as localidades num raio de 24 km ao redor de Burbank. 

## História
Burbank foi fundada em 1903 numa reserva indígena Osage. Seu fundador foi Anthony "Gabe" Carlton, um mestiço Osage. A estação de correios foi estabelecida na cidade em 1907.